# Erika Schinegger
Erika Schinegger (Sankt Urban, 19 giugno 1948) è un'ex sciatrice alpina austriaca.
Partecipò alle competizioni femminili, vincendo tra l'altro la medaglia d'oro nella discesa libera ai Mondiali del 1966, fino al 1967, anno in cui scoprì il suo pseudoermafroditismo, si ritirò e assunse il nome di Erik Schinegger.

## Biografia

### Carriera sciistica
Come Erika Schinegger partecipò alle competizioni femminili di sci alpino nella seconda metà degli anni 1960; sciatrice polivalente originaria di Agsdorf di Sankt Urban, debuttò in campo internazionale in occasione delle Goldschlüsselrennen 1965 (Schruns, 19-21 gennaio), classificandosi 18ª nello slalom speciale. Nella successiva stagione 1965-1966 si piazzò 3ª nella discesa libera delle SDS-Rennen (Grindelwald, 11-14 gennaio), vinse la discesa libera del Grand Prix Feminine (Saint-Gervais-les-Bains, 27-29 gennaio), dove fu anche 3ª nella combinata, si classificò 2ª nella discesa libera del trophée Trois Vallées (Courchevel/Méribel, 2-6 marzo) e in quella dell'Arlberg-Kandahar (Mürren, 11-13 marzo) e si aggiudicò quella del Bud Werner Memorial (Sun Valley, 23-27 marzo). Al termine della stagione ai Mondiali di Portillo 1966 (5-14 agosto) vinse la medaglia d'oro nella discesa libera e si piazzò 11ª nello slalom gigante.
In Coppa del Mondo esordì nella gara che inaugurò il circuito femminile, lo slalom speciale di Oberstaufen del 7 gennaio 1967 (7ª), e nel prosieguo di quella stagione ottenne tutti i suoi cinque podi di carriera, dal primo nella discesa libera di Schruns del 18 gennaio all'ultimo nello slalom gigante di Jackson Hole del 26 marzo (sua ultima gara in carriera), con l'unica vittoria, nello slalom gigante disputato il 28 gennaio 1967 sulle nevi di Saint-Gervais-les-Bains: a fine stagione risultò 2ª nella classifica della Coppa del Mondo di slalom gigante superata di 10 punti dalla vincitrice, la canadese Nancy Greene. Tra le gare non valide ai fini della Coppa del Mondo vinse le discese libere del Palio delle Dolomiti (Monte Bondone, 1-3 febbraio) e del Bud Werner Memorial (Vail, 16-18 marzo), dove fu anche 3ª nello slalom speciale.
Nel 1967, mentre si stava preparando per i X Giochi olimpici invernali di Grenoble 1968, un test medico del Comitato Olimpico Internazionale determinò che la Schinegger era cromosomicamente un maschio, anche se fino a quel momento era cresciuta ed era stata considerata una donna. Questo caso di pseudoermafroditismo portò alla squalifica della sciatrice e alla revoca della medaglia d'oro iridata: la classifica della discesa libera di Portillo 1966 fu modificata nel dicembre del 1996 e il titolo di campionessa del mondo fu assegnato alla francese Marielle Goitschel, alla quale tuttavia già nel 1988 Schinegger aveva consegnato la sua medaglia d'oro.

### Altre attività

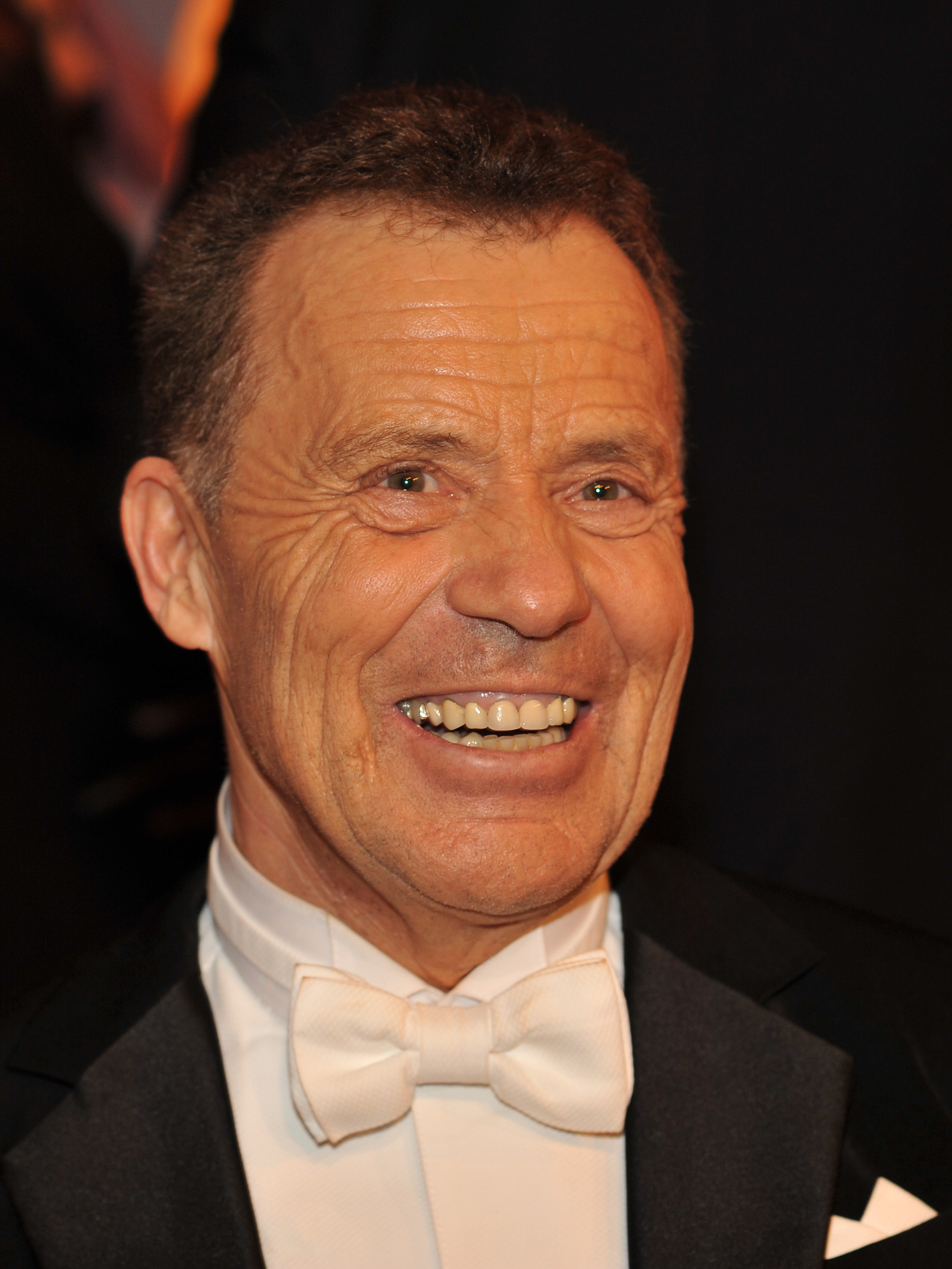
Erik Schinegger 2014

Erika Schinegger decise poi di sottoporsi a un'operazione e di mutare il nome in Erik; successivamente si sposò e dal matrimonio nacque una figlia. Sul suo caso Schinegger, insieme a Marco Schenz, ha anche scritto un'autobiografia uscita nel 1988 dal titolo Mein Sieg über mich. Der Mann, der Weltmeisterin wurde ("La mia vittoria su me stesso: l'uomo che diventò campionessa del mondo"). Nel 2005 la vicenda è stata soggetto del documentario Erik(a) di Kurt Mayer, insignito del premio "Genziana d'argento per il miglior film di sport e avventura sportiva" al Trento Film Festival, e nel 2018 del film Erik & Erika di Reinhold Bilgeri.

## Palmarès

### Classiche
Bud Werner Memorial
- 2 vittorie (discesa libera a Sun Valley 1966; discesa libera a Vail 1967)

Grand Prix Feminine
- 2 vittorie (discesa libera a Saint-Gervais-les-Bains 1966; slalom gigante[13] a Saint-Gervais-les-Bains 1967)

### Coppa del Mondo
- Miglior piazzamento in classifica generale: 6ª nel 1967
- 5 podi (3 in slalom gigante, 2 in discesa libera):
  - 1 vittoria (in slalom gigante)
  - 4 secondi posti

#### Coppa del Mondo - vittorie
| Data            | Località                | Paese   | Specialità |
| --------------- | ----------------------- | ------- | ---------- |
| 28 gennaio 1967 | Saint-Gervais-les-Bains | Francia | GS         |

Legenda:

GS = slalom gigante

### Campionati austriaci
- 4 medaglie[14][senza fonte]:
  - 1 oro (slalom gigante nel 1967)
  - 2 argenti (discesa libera nel 1966; slalom speciale nel 1967)
  - 1 bronzo (combinata nel 1966)

### Campionati austriaci juniores
- 6 medaglie[14][senza fonte]:
  - 2 ori (discesa libera, slalom gigante nel 1966)
  - 2 argenti (slalom gigante, combinata nel 1965)
  - 2 bronzi (discesa libera, slalom speciale nel 1965)